# 4shbab
4shbab es una estación de televisión por satélite en idioma árabe ubicada en El Cairo, Egipto. La estación se compara a sí misma con la cadena estadounidense MTV, pero enfocada hacia el Islam. El fundador del canal, el egipcio Ahmed Abu Haiba decidió cambiar la mera imitación de MTV que según él realizan varias decenas de cadenas árabes para producir una televisión que atraiga a la juventud y al mismo tiempo respete la religión islámica.
El nombre de la cadena es una mezcla de inglés y árabe, 4shbab (for shabaab) que sifgnifica ¨para la juventud¨ o ¨para los jóvenes¨. Aunque el canal está orientado hacia la religión, en sus programas no aparecen clérigos musulmanes impartiendo sermones sino que el mensaje islámico se brinda, según el canal, de una forma fresca y moderna. El lema de 4shbab es: Escucha la melodía del Islam.
Uno de sus programas es Soutak Wasel (en español: tu voz es escuchada), un programa similar a American Idol. En otros programas se presentan videos musicales de hip-hop y rap de cantantes de religión musulmana de lugares como Europa y Estados Unidos. La cadena ha recibido numerosas críticas de los sectores más tradicionalistas de la sociedad, sin embargo, los canales donde se proyectan este tipo de programas están recibiendo más apoyo en el mundo árabe que los canales estrictamente religiosos, por lo que empresarios de Emiratos Árabes Unidos y de Arabia Saudita se han interesado en la propuesta.